# Municipio de Baden
El municipio de Baden (en inglés: Baden Township) es un municipio ubicado en el condado de Ward en el estado estadounidense de Dakota del Norte. En el año 2010 tenía una población de 35 habitantes y una densidad poblacional de 0,38 personas por km².

## Geografía
El municipio de Baden se encuentra ubicado en las coordenadas 48°35′18″N 102°2′53″O / 48.58833, -102.04806. Según la Oficina del Censo de los Estados Unidos, el municipio tiene una superficie total de 92.44 km², de la cual 90,01 km² corresponden a tierra firme y (2,63 %) 2,43 km² es agua.

## Demografía
Según el censo de 2010, había 35 personas residiendo en el municipio de Baden. La densidad de población era de 0,38 hab./km². De los 35 habitantes, el municipio de Baden estaba compuesto por el 100 % blancos. Del total de la población el 0 % eran hispanos o latinos de cualquier raza.